# Sudanicus
Sudanicus is een geslacht van rechtvleugeligen uit de familie krekels (Gryllidae). De wetenschappelijke naam van dit geslacht is voor het eerst geldig gepubliceerd in 1913 door Werner.

## Soorten
Het geslacht Sudanicus  is monotypisch en omvat slechts de volgende soort:
- Sudanicus reginae (Werner, 1913)